# Pellenes iforhasorum
Pellenes iforhasorum es una especie de araña saltarina del género Pellenes, familia Salticidae. Fue descrita científicamente por Berland, Millot en 1941.
Habita en Sudán.